# Abu al-Fita
Abu al-Fita (arab. أبو الفيتة) – miejscowość w Egipcie, w północno-wschodniej części półwyspu Synaj, w muhafazie Synaj Północny, w markazie Asz-Szajch Zuwajjid.